# Imobilidade tônica
Imobilidade tônica é um comportamento no qual alguns animais ficam aparentemente paralisados temporariamente e não respondem a estímulos externos. Na maioria dos casos, isso ocorre em resposta a uma ameaça extrema, com o objetivo de evitar ser capturado por um predador. No entanto, em tubarões, alguns cientistas o relacionam ao acasalamento, argumentando que o macho induz a imobilidade tônica nas fêmeas ao morder a nadadeira da fêmea para virá-la de barriga para cima, facilitando, assim, o acasalamento. Apesar de não parecer, o animal permanece consciente durante toda a imobilidade tônica. A evidência para isso inclui o movimento responsivo ocasional dos animais em imobilidade tônica, muitas vezes aproveitando as oportunidades de fuga.
Quando induzido por humanos, o estado às vezes é conhecido coloquialmente como hipnose animal. Segundo Gilman et al., a investigação da "hipnose animal" remonta ao ano de 1646 em relatório de Athanasius Kircher.